# Zakrzów (powiat kędzierzyńsko-kozielski)
Zakrzów (niem. Sakrau, 1936-1945 Rosengrund) – wieś w Polsce, położona w województwie opolskim, w powiecie kędzierzyńsko-kozielskim, w gminie Polska Cerekiew. Przez miejscowość przebiega droga wojewódzka nr 427.
W latach 1975–1998 miejscowość należała administracyjnie do województwa opolskiego.

## Nazwa
Nazwa miejscowości wywodzi się od polskiej nazwy zarośli - krzewów i oznacza miejscowość za nimi położoną "Za krzakami, krzewami". Heinrich Adamy w swoim dziele o nazwach miejscowych na Śląsku wydanym w 1888 roku we Wrocławiu jako starszą od niemieckiej wymienia on obecnie używaną polską formę - "Zakrzów" podając jej znaczenie "Hinter dem Busche" czyli po polsku "Za krzakami". Niemcy fonetycznie zgermanizowali nazwę miejscowości na "Sackrau", a później na "Sakrau" w wyniku czego utraciła ona swoje pierwotne znaczenie.
| SIMC    | Nazwa     | Rodzaj     |
| ------- | --------- | ---------- |
| 0998263 | Kochaniec | przysiółek |
| 0998270 | Nowy Dwór | przysiółek |

## Historia
Od końca XVIII w. wieś posiadała pieczęć gminną, na której przedstawiono lemiesz w słup, za nim skrzyżowane cep i widły, po lewej litera S.

## Zabytki
Do wojewódzkiego rejestru zabytków wpisane są:
- kościół par. pw. św. Mikołaja, z 1831 r., 1895 r.
- zespół pałacowy, z l. 1898-1902:
  - Pałac w Zakrzowie
  - park
- dwór, z 1814 r., 1956 r.